# Ziębice
Ziębice [ʑɛm'bʲiʦɛ] (deutsch Münsterberg auch Münsterberg in Schlesien) ist eine Stadt im Powiat Ząbkowicki der Woiwodschaft Niederschlesien in Polen. Von 1321 bis 1569 war sie Residenzort des Herzogtums Münsterberg.

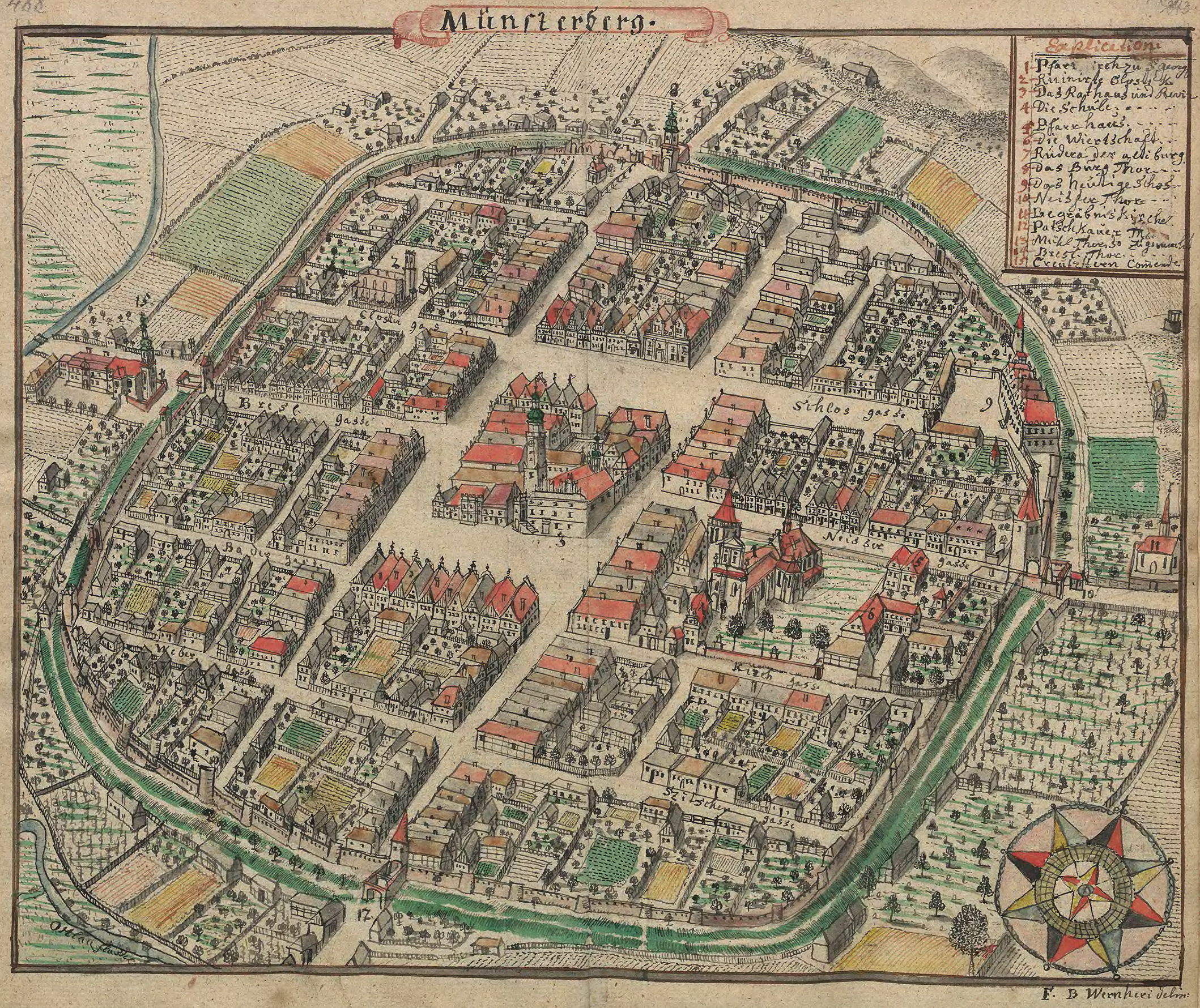
Ansicht von Münsterberg im 18. Jahrhundert

## Geographie
Ziębice liegt im Südosten von Niederschlesien am rechten Ufer der Ohle, etwa 50 Kilometer südlich von Breslau. Nördlich  erheben sich die Strehlener Berge (polnisch Wzgórza Strzelińskie).
Nachbarorte sind Nowy Dwór (Neuhof) im Norden, Kalinowice (Kunzendorf) und Wigańcice (Weigelsdorf) im Nordosten, Dębowiec (Eichau) im Osten, Osina Wielka (Groß Nossen) im Südwesten, Starczówek (Neu Altmannsdorf) und Biernacice (Bernsdorf) im Süden, Służejów (Schlause) im Südwesten, Rososznica (Olbersdorf) im Südwesten und Krzelków (Krelkau) und Henryków (Heinrichau) im Nordwesten.

## Geschichte

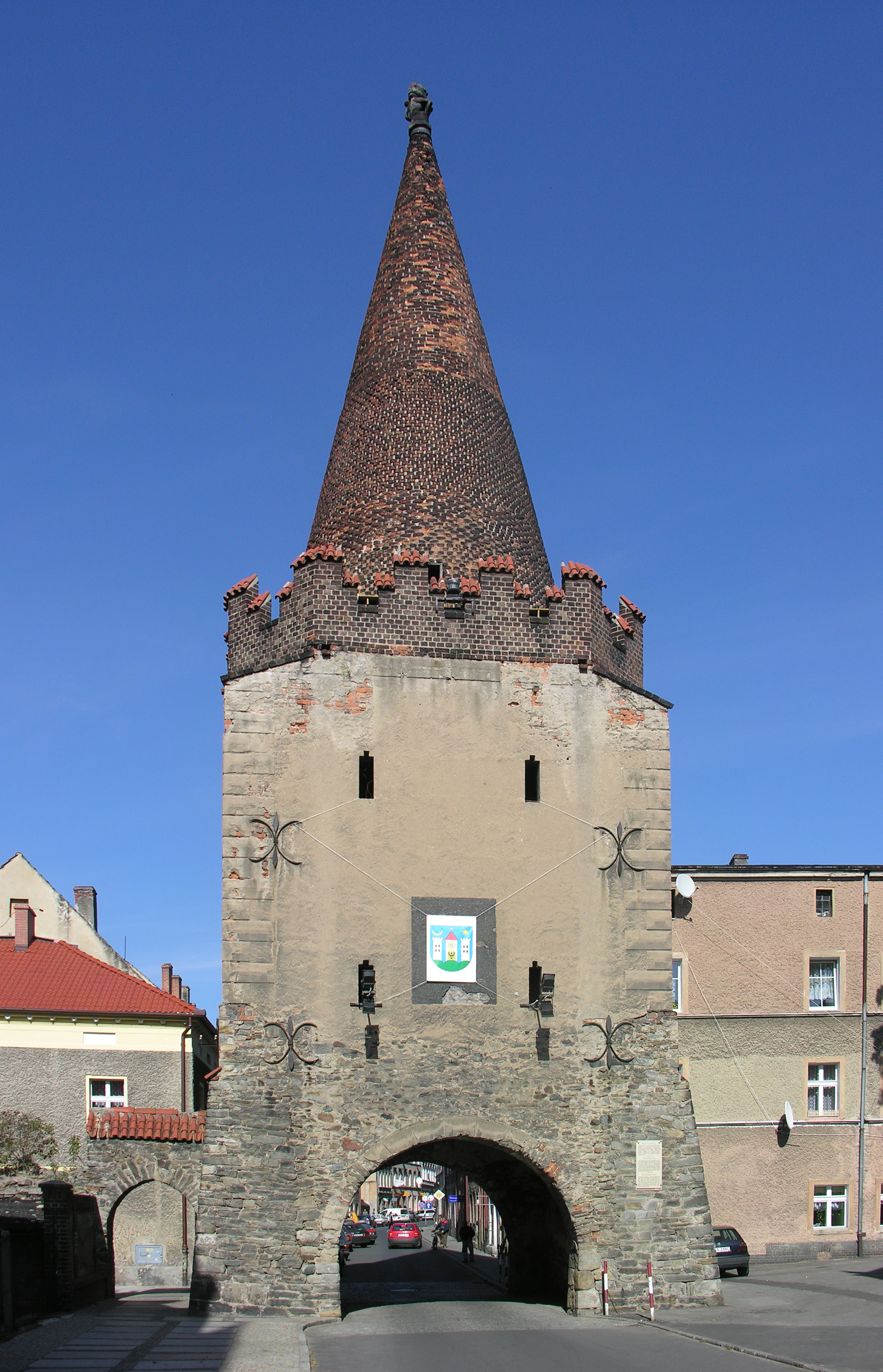
Patschkauer Tor, letztes Relikt der mittelalterlichen Stadtbefestigung

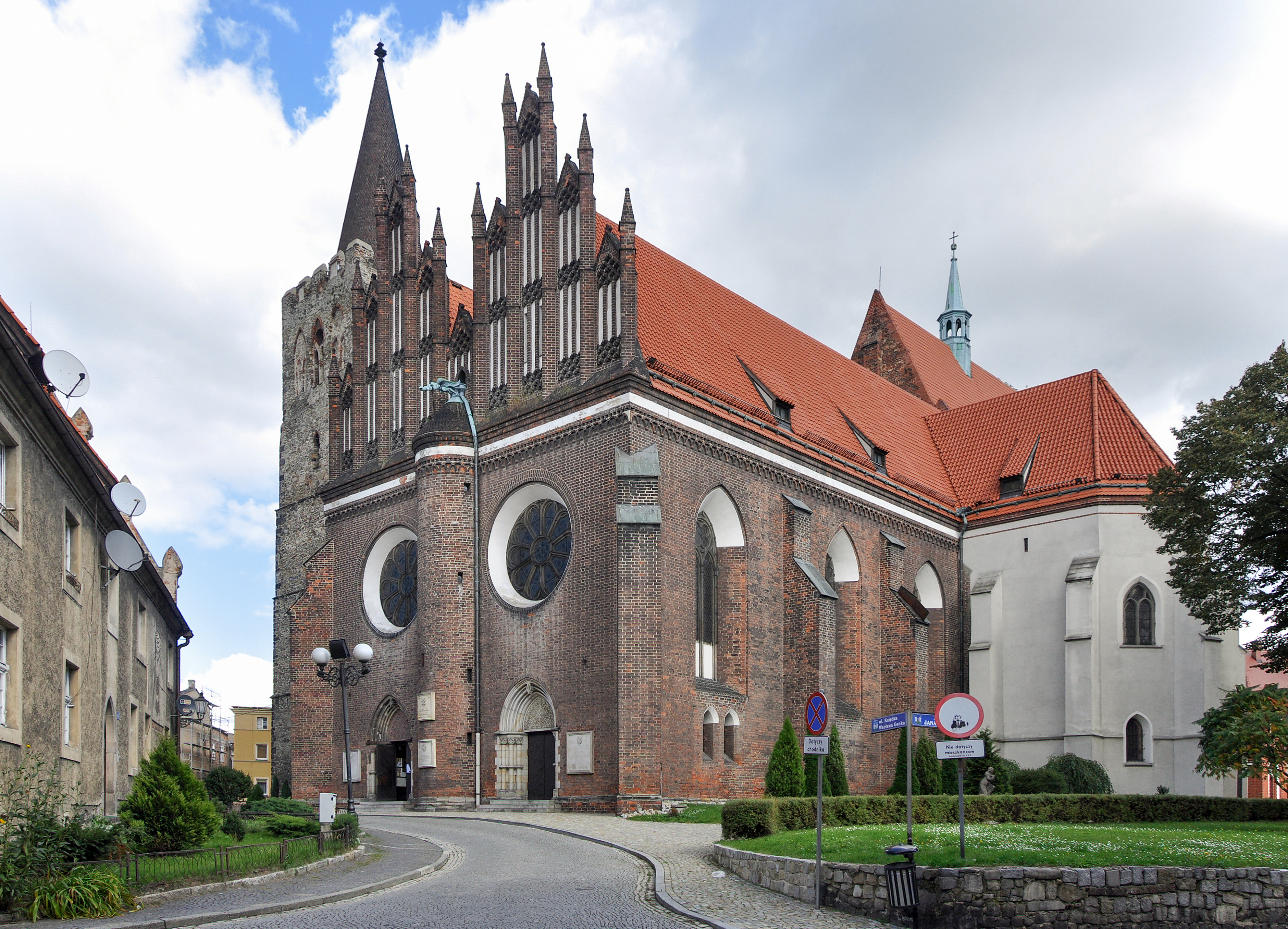
Stadtpfarrkirche St. Georg

Münsterberg wurde unter der slawischen „Sambice“ erstmals 1234 erwähnt und vermutlich 1241 wie das nahe Kloster Heinrichau von den Mongolen zerstört. Die erste Urkunde unter der Bezeichnung „Munsterberck“ datiert vom 1. Februar 1253 und weist den Ort nach Deutschem Recht aus. Für das Jahr 1268 ist eine Münzstätte, für 1276 ein Hospiz der Kreuzherren mit dem Roten Stern und für 1307 ein Kloster der Minderbrüder (Minoriten) mit einer Klosterkirche zum Heiligen Kreuz belegt, das zur Sächsischen Franziskanerprovinz (Saxonia) gehörte. Bolko I. von Schweidnitz erbaute im Norden der Stadt eine Burg, auf der dessen Sohn Bolko II. ab 1321 residierte und die Linie der piastischen Herzöge von Herzöge von Münsterberg begründete. Ab diesem Zeitpunkt bis Ende des 18. Jahrhunderts sind die Herrschaftsverhältnisse der Stadt Münsterberg identisch mit der Geschichte des Herzogtums.
1322 erteilte Herzog Bolko II. der Stadt das Recht der freien Ratswahl und 1335 die Niedere Gerichtsbarkeit. Die Stadt, deren Fläche 1336 35 Hektar betrug, war von Stadtmauern umgeben, durch die fünf Tore nach außen führten. In diesem Jahr führte die Belagerung durch den Markgrafen von Mähren, den späteren Kaiser Karl IV., zur Anerkennung der böhmischenLehenshoheit. 1344 erhielt Münsterberg ein Obergericht, vier Jahre später auch die Gerichtsbarkeit über die Juden. Während der Hussitenkriege wurden in der Schlacht bei Altwilmsdorf am 27. Dezember 1428 der letzte Münsterberger Herzog Johann und 400 seiner Mitkämpfer getötet.
Durch den Tod des letzten Herzogs Johann I. fiel Münsterberg zusammen mit dem Herzogtum als erledigtes Lehen durch Heimfall an die Krone Böhmen zurück. 1429 verpfändete der böhmische König Sigismund das Herzogtum Münsterberg aus Dankbarkeit an Puta d. J. von Častolowitz, der sich beim Kampf gegen die Hussiten große Verdienste erworben hatte. Wohl deshalb zerstörten die Hussiten noch im selben Jahr Stadt und Burg Münsterberg. Nach Putas Tod 1434 verwaltete dessen Witwe Anna von Colditz die ererbten Besitzungen und verkaufte sie 1440 an Hynek Kruschina von Lichtenburg, den sie kurze Zeit später ehelichte. Da sich Hynek bei den Münsterberger Ständen nicht durchsetzen konnte, wählten diese 1443 den Troppauer Herzog Wilhelm zu ihrem neuen Landesherrn. Er war ein Sohn von Johanns Schwester Katharina und zudem seit kurzer Zeit mit Putas Tochter Salome verheiratet. Nach Wilhelms Tod 1452 ging das Herzogtum Münsterberg an dessen Bruder Ernst über, der es 1456 an den böhmischen König Georg von Podiebrad verkaufte, der seine Söhne Viktorin, Heinrich d. Ä. und Heinrich d. J. zu Herzögen von Münsterberg erhob.
Georgs Enkel Karl I. von Münsterberg verlegte die Residenz 1530 nach Frankenstein. Seine vier Söhne unterstützten die Ziele der Reformation. Wegen der großen Schuldenlast, die sie von ihrem Vater übernehmen mussten, verpfändeten sie 1542 das Herzogtum. Auch während des Dreißigjährigen Krieges erlitt Münsterberg große Schäden.
Nach dem Ersten Schlesischen Krieg fiel Münsterberg wie fast ganz Schlesien 1742 an Preußen. Danach wurde Münsterberg zur Heimstatt für viele evangelische Böhmen, die ihre Heimat aus religiösen Gründen verlassen mussten. Von 1742 bis 1885 war Münsterberg Garnisonstadt. Seit 1816 war es Sitz des Kreises Münsterberg, der 1932 in den Landkreis Frankenstein eingegliedert wurde.
Als Folge des Zweiten Weltkriegs fiel Münsterberg 1945 zusammen mit dem größten Teil Schlesiens unter polnische Verwaltung. Nachfolgend wurde es in Ziębice umbenannt. Die deutsche Bevölkerung wurde von den polnischen Verwaltungsbehörden vertrieben. Die neu angesiedelten Polen kamen zum Teil aus den im Rahmen der „Westverschiebung Polens“ an die Sowjetunion gefallenen Gebieten aus Ostpolen.

## Sehenswürdigkeiten

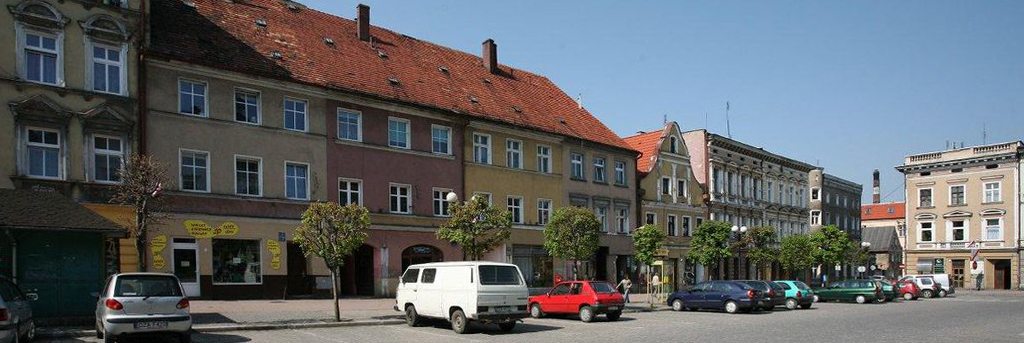
Am Münsterberger Ring

- Die Stadtpfarrkirche St. Georg („Münster auf dem Berge“) stammt aus der Zeit um 1265–1275. Im 15. Jahrhundert wurde sie um den Chor und zwei Kapellen erweitert, Anfang des 18. Jahrhunderts umgebaut und 1898–1900 regotisiert. Die steinerne Kanzel stiftete Herzog Joachim von Münsterberg-Oels. Das Epitaph für dessen Vater Karl I. von Münsterberg mit Darstellung Christus am Ölberg wurde 1542 geschaffen. Die Glasfenster schuf um 1900 Alexander Linnemann aus Frankfurt am Main.
- Die Kirche Peter und Paul wurde im 13. Jahrhundert von den Kreuzherren mit dem Roten Stern errichtet.
- Die vormals Evangelische Kirche entstand zwischen 1796 und 1797. 2020 wurde im Kirchturm die älteste Zeitkapsel Europas gefunden. Sie ist im örtlichen Museum ausgestellt.[3]
- Das Rathaus wurde 1888 bis 1891 am Ring errichtet. Der Rathausturm stammt aus dem 16. Jahrhundert.
- Die zahlreichen Bürgerhäuser am Ring stammen zum Teil aus der Mitte des 19. Jahrhunderts bzw. dem Anfang des 20. Jahrhunderts.
- Von der Stadtbefestigung aus dem 14. Jahrhundert sind Mauerteile und der Patschkauer Torturm erhalten.
- Die erhaltene Synagoge wurde 1844/45 erbaut. Der 1814 angelegte Jüdische Friedhof liegt südlich der Altstadt.[4]
- Die vormalige Zuckerfabrik wurde 1883 an der heutigen ul. Przemysłow errichtet und zwischen 1920 und 1930 erweitert.
- Die größte Keramikstatue Europas steht in Ziębice. Sie stellt das Wappen Polens dar.

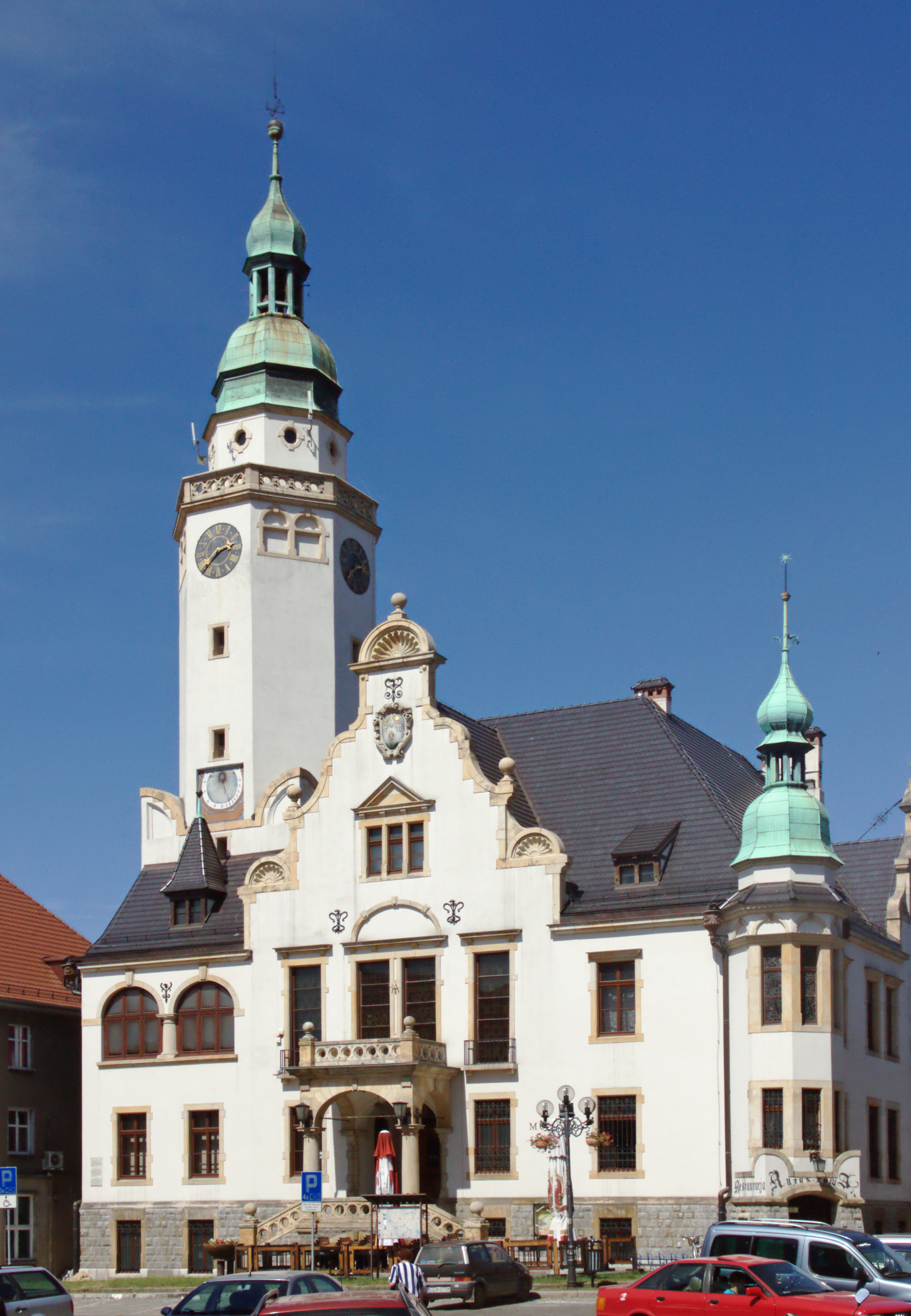
Rathaus
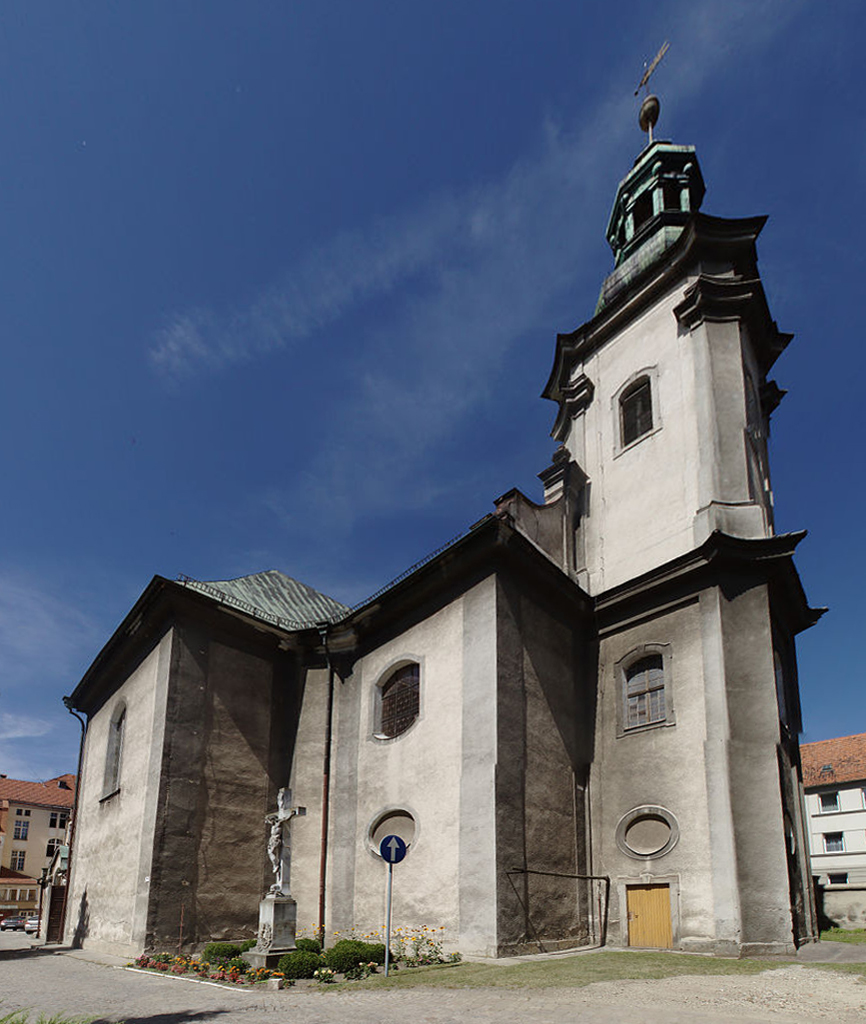
Kirche St. Peter und Paul
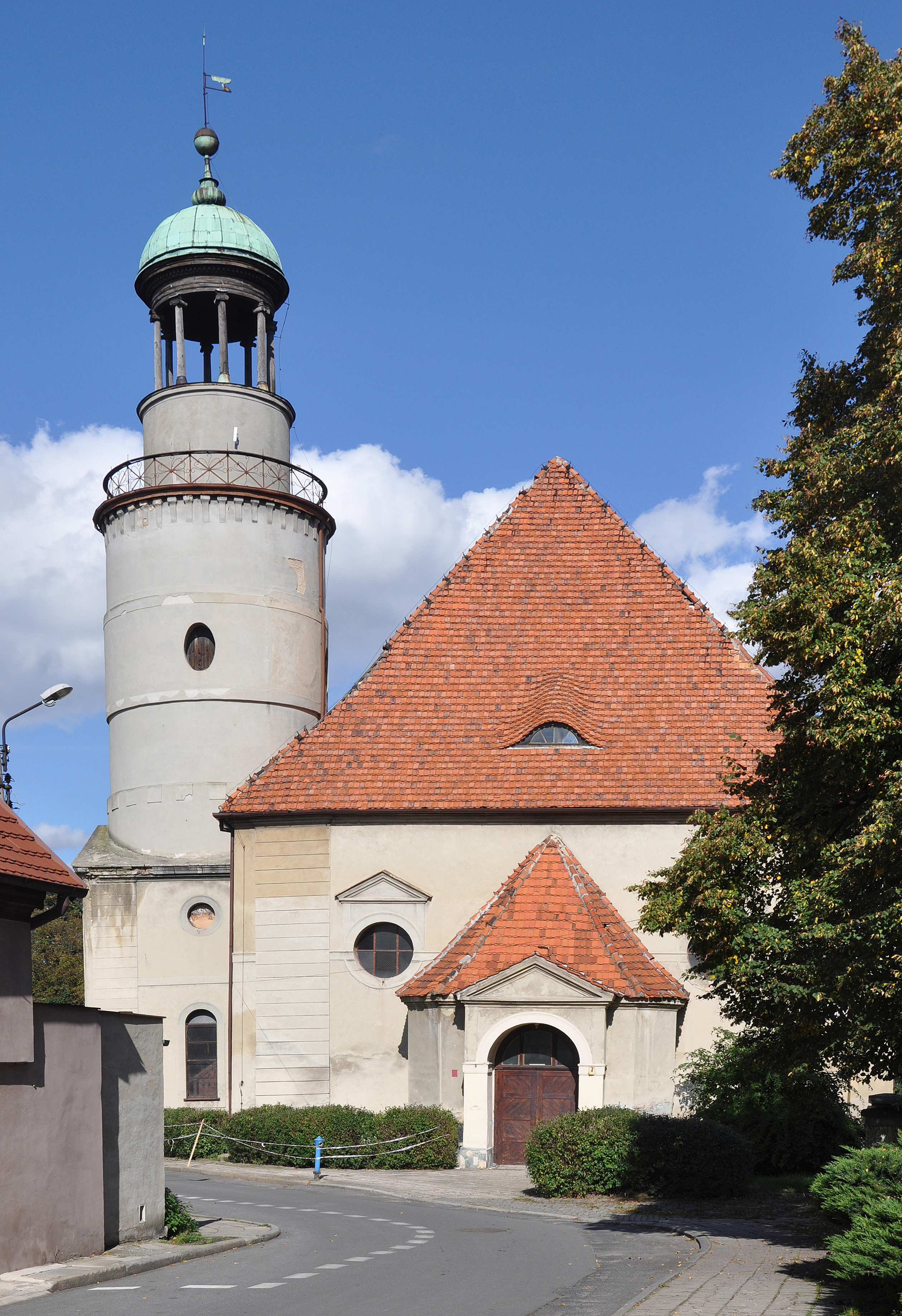
Evangelische Kirche
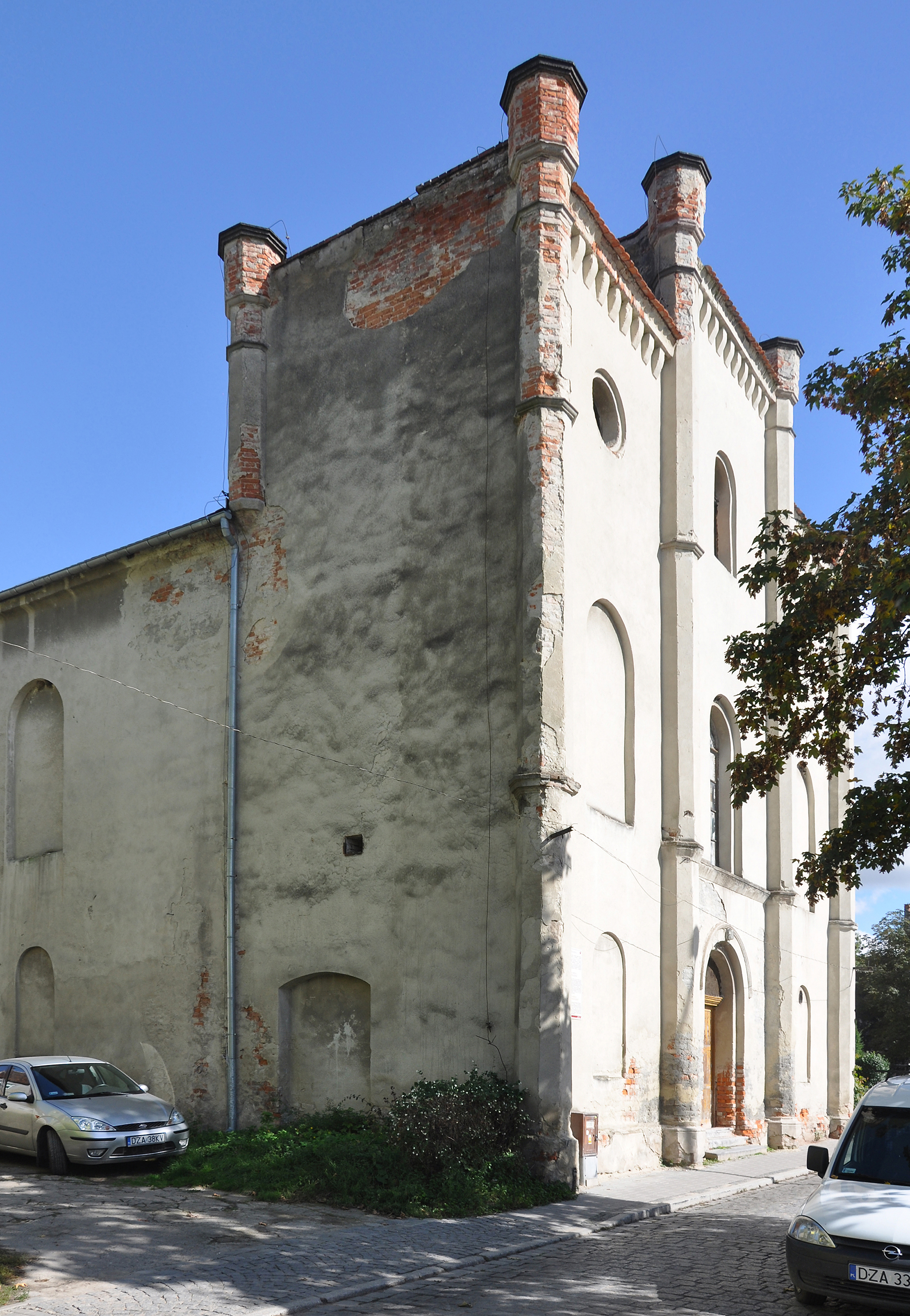
Synagoge
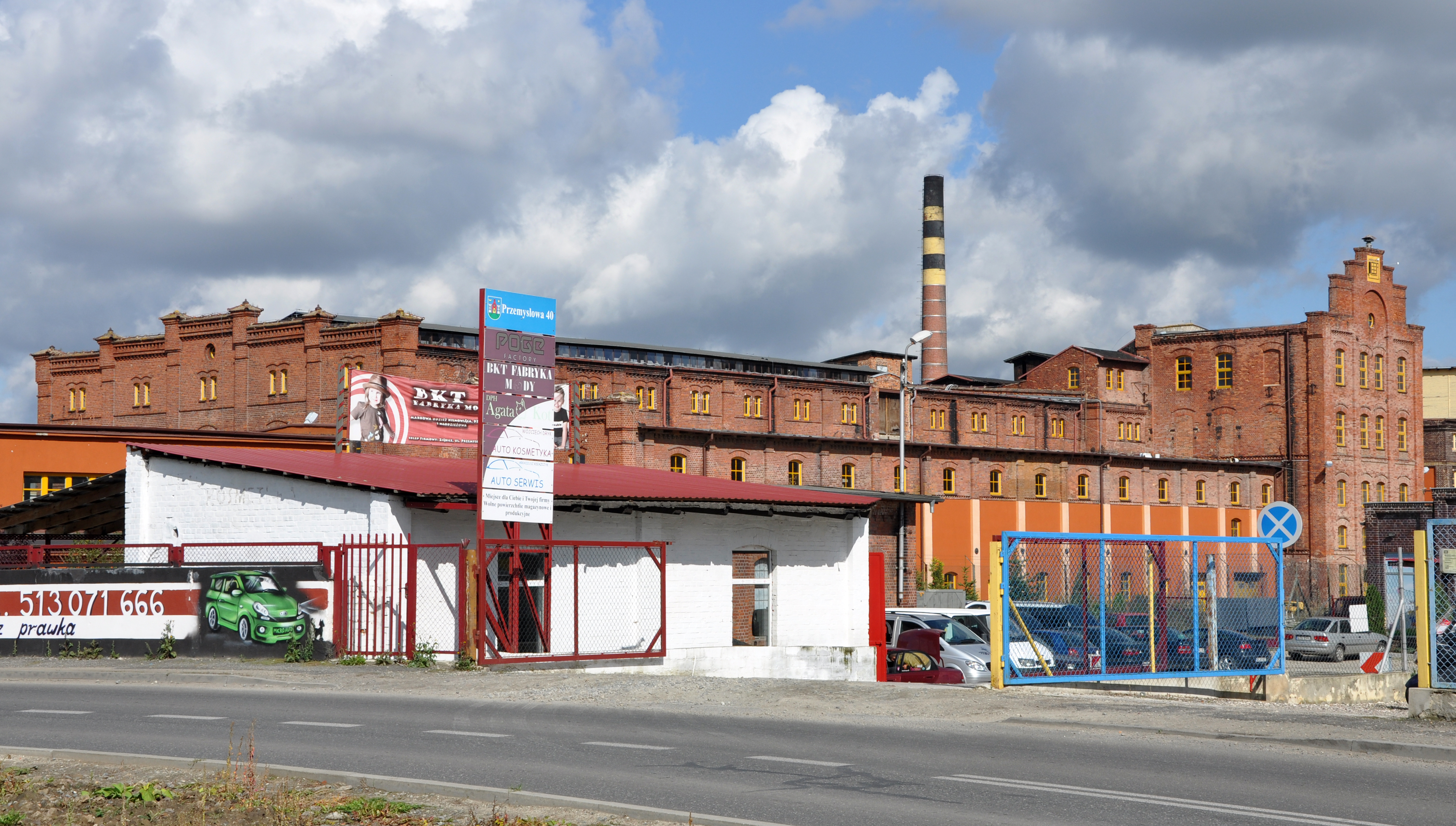
Alte Zuckerfabrik
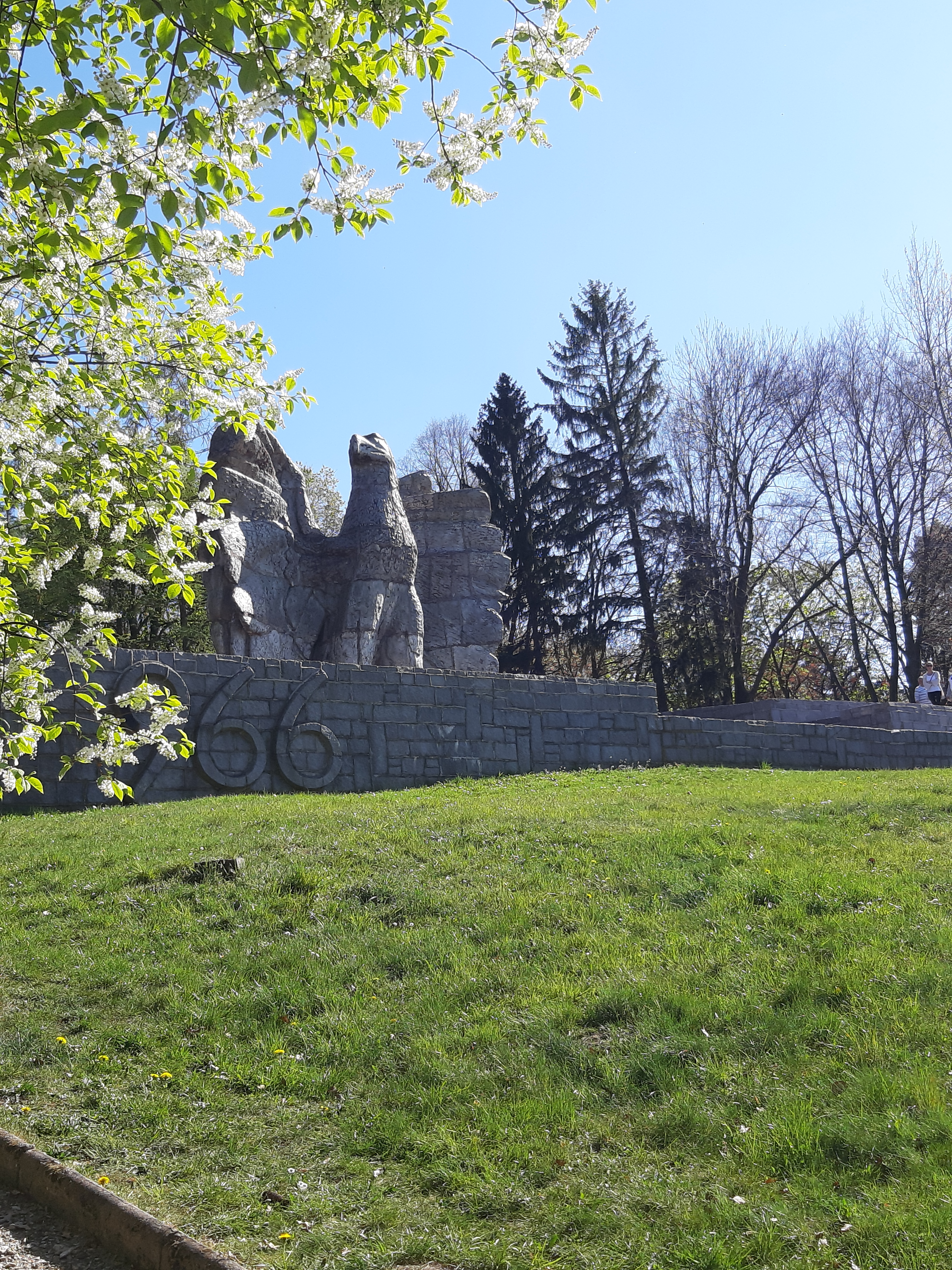
Keramikstatue

## Bevölkerungsentwicklung
| Jahr | Einwohner | Anmerkungen                                              |
| ---- | --------- | -------------------------------------------------------- |
| 1875 | 5591      | [ 5 ]                                                    |
| 1880 | 5980      | [ 5 ]                                                    |
| 1890 | 6162      | davon 1.126 Evangelische, 4.936 Katholiken und 100 Juden |
| 1925 | 8392      | [ 5 ]                                                    |
| 1933 | 8887      | [ 5 ]                                                    |
| 1939 | 8908      | [ 5 ]                                                    |

## Gemeinde
Zur Stadt- und Landgemeinde Ziębice gehören die Ortschaften
- Biernacice (Bernsdorf)
- Bożnowice (Berzdorf)
- Brukalice (Taschenberg)
- Czerńczyce (Frömsdorf)
- Dębowiec (Eichau)
- Głęboka (Glambach)
- Henryków (Heinrichau)
- Jasienica (Heinzendorf)
- Kalinowice Dolne (Niederkunzendorf)
- Kalinowice Górne (Oberkunzendorf)
- Krzelków (Krelkau)
- Lipa (Leipe)
- Lubnów (Liebenau)
- Niedźwiednik (Bärwalde)
- Niedźwiedź (Bärdorf)
- Nowina (Deutsch Neudorf)
- Nowy Dwór (Neuhof)
- Osina Mała (Wenig Nossen)
- Osina Wielka (Groß Nossen)
- Pomianów Dolny (Niederpomsdorf)
- Raczyce (Rätsch)
- Rososznica (Olbersdorf)
- Skalice (Reumen)
- Służejów (Schlause)
- Starczówek (Neu Altmannsdorf)
- Wadachowice (Wiesenthal)
- Wigańcice (Weigelsdorf)
- Witostowice (Schönjohnsdorf)
- sowie die Stadt Ziębice (Münsterberg)

## Partnerstädte
- Brighton (Colorado), USA
- Ebreichsdorf, Österreich
- Jaroměř, Tschechien

## Persönlichkeiten

### Söhne und Töchter der Stadt
- Johannes Otto von Münsterberg (um 1360–1416), 1398 Rektor der Karlsuniversität Prag und erster Rektor der Universität Leipzig
- Johannes Großnickel (Nicolai) (um 1440–unbekannt), Astronom; 1486 Rektor der Universität Wien
- Melchior Schramm (1553–1619), Organist und Komponist
- Martin Nößler (1554–1608), evangelischer Theologe, Hofprediger und Stiftsdekan
- Zacharias Hildebrandt (1688–1757), deutscher Orgelbauer
- Karl Friedrich von Hirschfeld (1747–1818), preußischer General der Infanterie
- Karl Adolf Suckow (1802–1847), Schriftsteller und evangelischer Theologe
- Heinrich Schuster-Woldan (1829–1899), Jurist
- Julius Schottländer (1835–1911), Gutsbesitzer, der einzige jüdische Majoratsherr in Deutschland
- Erdmann von Schweinichen (1839–1924), preußischer Generalleutnant
- Oskar Berger (1844–1885), Neurologe und Hochschullehrer
- Karl Weigert (1845–1904), deutscher Pathologe
- Berthold von Kern (1848–1940), Sanitätsoffizier
- Jaroslaw von Jarotzky (1851–1928), preußischer Verwaltungsjurist, Landrat, Regierungspräsident
- Arnold Schottländer (1854–1909), Schachmeister
- Rudolph Buchwald (1858–1933), deutscher katholischer Theologe
- Joseph Langer (1865–1918), schlesischer Maler
- Eugen Reich-Münsterberg (1866–1943), Landschaftsmaler und Grafiker
- Günther Merk (1888–1947), Jurist und SS-Führer
- Ernst Philipp (1893–1961), Gynäkologe und Geburtshelfer
- Paul Wagner (1900–1983), Kommunalpolitiker und Vertriebenenfunktionär
- Gerhard Haselbach (1901–1983), Schauspieler
- Alfred Bohl (1909–1989), deutscher Schauspieler und Synchronsprecher
- Wolfgang Günther (1927–2012), deutscher Historiker
- Hans Pohl (1935–2019), deutscher Wirtschaftshistoriker
- Lothar Spillmann (* 1938), Neurowissenschaftler
- Siegfried Franz Franke (* 1942), Ökonom und Hochschullehrer
- Christoph Hein (* 1944), deutscher Schriftsteller
- Antoni Różalski (* 1952), polnischer Biologe, Rektor der Universität Łódź
- Janusz Kamiński (* 1959), polnisch-amerikanischer Kameramann
- Edyta Górniak (* 1972), polnische Popsängerin
- Małgorzata Kowalczyk (* 1974), Historikerin

### Persönlichkeiten, die vor Ort gewirkt haben
- Johann Ferdinand von Auersperg (1655–1705), Herzog von Schlesien-Münsterberg, verstarb in Münsterberg
- Johann Gottlieb Blümner (1763–1837), preußischer Beamter, besuchte die Stadtschule in Münsterberg
- Ludwig von Rönne (1804–1891), Jurist und Publizist, Land- und Stadtrichter in Münsterberg
- Heinrich August Ferdinand Thilo (1807–1882), Jurist und Politiker, Bürgermeister von Münsterberg
- Marie Spieler (1845–1913), Malerin, besuchte das Seminar für Lehrerinnen in Münsterberg
- Albert Neisser (1855–1916), deutscher Dermatologe und Kunstmäzen, besuchte die Volksschule in Münsterberg
- Karl Denke (1860–1924), deutscher Serienmörder, lebte und verstarb in Münsterberg
- Carl Thiel (1862–1939), Organist, Kirchenmusiker und Professor für Musik, Hauptlehrer und Chorrektore in Münsterberg
- Hans Hartwig (1917–2012), Komponist, besuchte die Musik- und Orchesterschule in Münsterberg
- Tadeusz Walasek (1936–2011), Boxer, trainierte beim Sportclub Sparta Ziebice
- Marian Kasprzyk (* 1939), Boxer, trainierte beim Sportclub Sparta Ziebice

## Verkehr
Durch Ziębice führen zwei Woiwodschaftsstraßen, darunter die Droga wojewódzka 385 (Jaczowice–Ścinawka Górna) sowie die Droga wojewódzka 395 (Paczków–Breslau).
Der Ort liegt an Bahnstrecke Wrocław–Międzylesie. Der Bahnhof liegt nordwestlich des alten Ortskerns auf dem linken Ufer der Ohle.